# 불가리아 흑해 해안
불가리아 흑해 해안은 불가리아의 동부에 위치한 해안이다. 흑해 해안은 해수욕장이 해안가에 378km중 대략 130km정도가 나타나 있다.
이 면적의 합계는 공기 기온까지 여름에는 28 °C이고, 물의 수온은 25 °C이다. 일조량은 5월과 9월에는 240시간, 7월과 8월에는 300시간이다.
발칸산맥이 가로질러서 흑해의 끝까지 와닿아 있다. 남쪽에서 북쪽까지 해안선이 구분되어 있다. 불가리아의 북부 흑해안은 암초 곶 모양으로 높이는 70m이고 바다에 접해 있다. 남부 해안은 모래 사장으로 유명하다.
이곳의 가장 큰 도시는 바르나(불가리아에서 3번째로 큰 도시)이고 이 도시는 북쪽 해안에 위치해 있다. 다른 큰 도시는 부르가스인데, 남부 해안에 위치해 있다.

## 휴양지, 도시, 마을과 해안

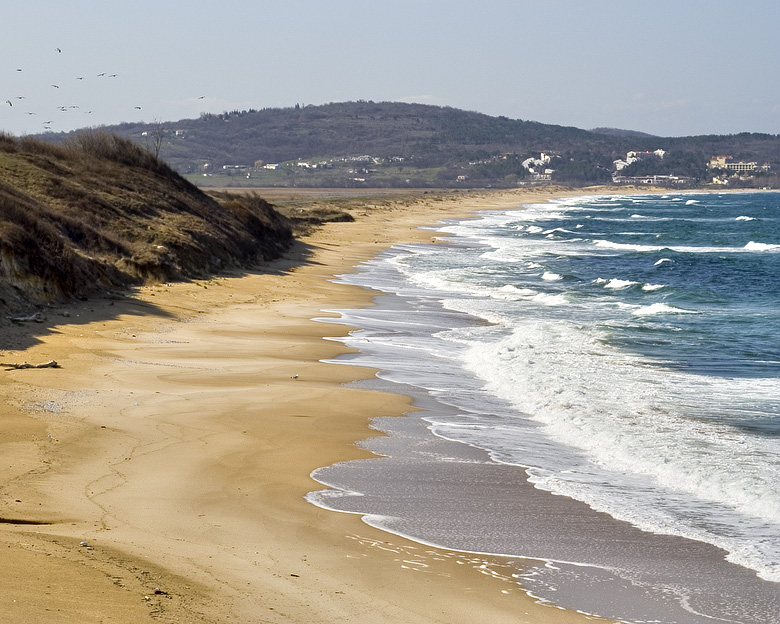
불가리아의 듀니에서 가까운 흑해 연안

- 루살카
- 카바르나
- 알베나
- 발치크
- 즐라트니퍄서치
- 바르나
- 뱔라
- 오브조르
- 옐레니테
- 스베티블라스
- 슬런체프브랴크
- 네세버르 (유네스코 세계유산에 등록)
- 라브다
- 포모리예
- 부르가스
- 체르노모레츠
- 소조폴
- 듀니
- 프리모르스코
- 키텐
- 로제네츠
- 차레보
- 바르바라
- 아흐토폴
- 시네모레츠
- 레조보

## 강
- 캄치야 강
- 로포타모 강
- 레조프스카 강
- 벨레카 강
- 프로바디스카 강
- 파키스카 강